# Tighedouine
Tighedouine (en àrab تيغدوين, Tīḡdwīn; en amazic ⵜⵉⵖⴷⵉⵡⵉⵏ) és una comuna rural de la província d'Al Haouz, a la regió de Marràqueix-Safi, al Marroc. Segons el cens de 2014 tenia una població total de 22.971 persones.